# Dioptis areolata
Dioptis areolata är en fjärilsart som beskrevs av Walker 1854. Dioptis areolata ingår i släktet Dioptis och familjen tandspinnare. Inga underarter finns listade i Catalogue of Life.